# Banisia
Banisia is een geslacht van vlinders van de familie venstervlekjes (Thyrididae), uit de onderfamilie Striglininae.

## Soorten
- B. aldabrana (Fryer, 1912)
- B. angulata (Warren, 1899)
- B. anthina (Tams, 1935)
- B. antiopa (Viette, 1954)
- B. apicale (Fryer, 1912)
- B. argutula Whalley, 1976
- B. astra Chu & Wang, 1991
- B. barbatula Whalley, 1976
- B. clathrula (Guenée, 1877)
- B. cognata Whalley, 1976
- B. composita (Warren, 1907)
- B. extravagans (Warren, 1908)
- B. fenestrifera Walker, 1863
- B. flavidiscalis (Hampson, 1914)
- B. fuliginea (Whalley, 1971)
- B. furva (Warren, 1905)
- B. hyaena (Warren, 1905)
- B. idalialis (Walker, 1859)
- B. inoptata (Whalley, 1971)
- B. insignifica (Rothschild, 1915)
- B. intonsa Whalley, 1976
- B. iota Chu & Wang, 1991
- B. joccatia (Whalley, 1971)
- B. lithophora (Tams, 1935)
- B. lobata (Moore, 1882)
- B. messoria Whalley, 1976

- B. minuta (Whalley, 1962)
- B. myrsusalis (Walker, 1859)
- B. myrtaea (Drury, 1773)
- B. orcina Whalley, 1976
- B. ovifera (Butler, 1892)
- B. owadai Inoue, 1976
- B. pityos Chu & Wang, 1991
- B. placida Whalley, 1976
- B. plagifera (Butler, 1886)
- B. strigigrapha (Hampson, 1914)
- B. tibiale (Fryer, 1912)
- B. venustula (Warren, 1905)
- B. whalleyi Inoue, 1998
- B. zamia (Whalley, 1971)